# Beethovenchor Ludwigshafen
Der Beethovenchor Ludwigshafen ist der Oratorienchor der Stadt Ludwigshafen am Rhein und gehört zu den Chören der Metropolregion Rhein-Neckar. Sein Repertoire besteht aus chorsymphonischen und oratorischen Werken sämtlicher Epochen.

## Geschichte
Eine Aufführung der 9. Symphonie von Ludwig van Beethoven im Jahr 1924 gemeinsam mit dem Pfalzorchester unter Fritz Schmidt gilt als die Geburtsstunde des Beethovenchores Ludwigshafen. Die Wurzeln des Chores lassen sich aber bis ins Jahr 1921 zurückverfolgen als sich die städtische Singschule zu einem überregionalen Madrigalchor etablierte.
In den folgenden Jahren konzertierte der Chor regelmäßig in Ludwigshafen und Umgebung und wurde schließlich 1949 zur städtischen Institution. Seitdem firmiert er auch unter dem Namen „Oratorienchor der Stadt Ludwigshafen“.
Der Chor wirkte bei bedeutenden städtischen Anlässen mit, so unter anderem bei der Einweihung des Konzertsaals im Pfalzbau 1968. Höhepunkte der Chorgeschichte waren Konzertreisen nach Israel (1997) und Ägypten (1999), die szenische Aufführung des Oratoriums Paulus von Felix Mendelssohn Bartholdy zum 75-jährigen Jubiläum des Beethovenchores im Jahr 1999 sowie das in Kooperation mit dem japanischen Chor DAIKU im Jahr 2010 aufgeführte Oratorium Die Jahreszeiten von Joseph Haydn.
Dirigenten des Beethovenchores waren unter anderem Meinrad Poppen, Werner Kloor, Marcus Bosch und Klaus Arp. Aktuell steht der Chor unter der Leitung von Tristan Meister.

## Profil
Der Beethovenchor Ludwigshafen besteht aus rund 100 Sängern aus Ludwigshafen und darüber hinaus. Sein Repertoire erstreckt sich von den Passionen Johann Sebastian Bachs und Oratorien Georg Friedrich Händels bis hin zu zeitgenössischen Vertonungen. So kamen in den letzten Jahren bekannte Werke, wie Die Schöpfung von Joseph Haydn und Puccinis Messa di Gloria, aber auch ausgefallene Kompositionen, wie die Glagolitische Messe von Leoš Janáček oder The Sacred Concert von Duke Ellington zur Aufführung. Im April 2018 wurden die kammermusikalischen Liebeslieder-Walzer von Johannes Brahms aufgeführt.
Konzertpartner des Beethovenchores sind seit Gründung überregional bekannte Solisten, wie Hannah Elisabeth Müller oder Michael Nagy. Regelmäßig arbeitet der Chor mit der Deutschen Staatsphilharmonie Rheinland-Pfalz und der Philharmonie Baden-Baden zusammen.
Am 6. Dezember 2019 war der Chor zu Gast bei „Kaffee oder Tee“, einer bekannten TV-Sendung.
Das Jahr 2020, zugleich 250. Geburtsjahr des Namensgebers Ludwig van Beethoven, eröffnete der Chor mit der ausverkauften Missa solemnis.